# بعاصير
بعاصير هي إحدى القرى اللبنانية من قرى قضاء الشوف في محافظة جبل لبنان.

## الموقع
تبعد بعاصير على بعد 34 كلم (21.1276 مي) عن بيروت عاصمة لبنان. وترتفع 331 م عن سطح البحر وتمتد على مساحة 550 هكتاراً (5.5 كلم²- 2.123 مي²).